# 드노

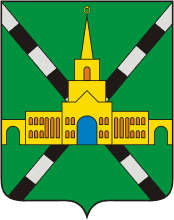
시 문장

드노(러시아어: Дно)는 러시아 프스코프주 동부에 위치한 도시로, 인구는 10,049명(2002년 기준)이다. 프스코프(프스코프 주의 주도)에서 동쪽으로 113km 정도 떨어진 곳에 위치한다.
상트페테르부르크와 키예프, 프스코프와 볼로고예 사이를 연결하는 철도가 지나간다. 1897년 철도역이 건설되면서 신설되었고 1925년에 편입되면서 시로 승격되었다.